# Villa Leopolda
De Villa Leopolda is een residentie in Villefranche-sur-Mer in het zuiden van Frankrijk, die in opdracht van Leopold II van België in 1902 werd gebouwd. Tegenwoordig wordt deze woning gezien als een van de duurste huizen ter wereld.

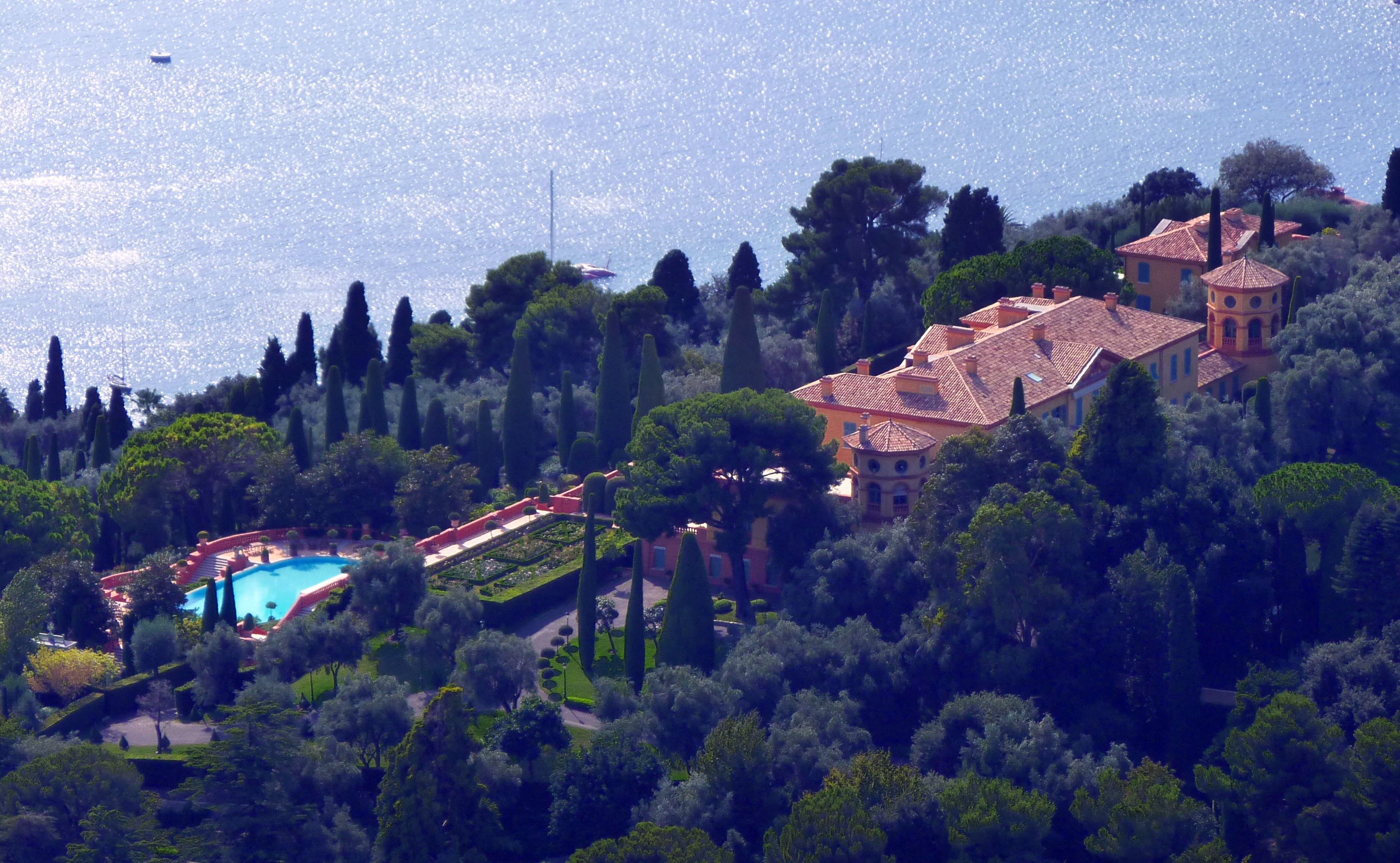
Villa Leopolda.

Het domein is samengesteld uit twee verschillende terreinen door Leopold gekocht, resp. in 1898 en in 1904. Hijzelf en de latere eigenaars bouwden en verbouwden de verschillende immobliliën op het domein.
Tijdens en na de Eerste Wereldoorlog werd het domein gebruikt als militair hospitaal en revalidatiecentrum.

## Bewoners
De eigenaars van de villa waren achtereenvolgens:
- 1902: Leopold II van België;[1]
- 1909: Albert I van België; (vanaf 1914 militair hospitaal)
- 1919: Thérèse Vitali, gravin van Beauchamps;
- 1929: Ogden Codman jr, architect;
- 1951: Izaak Walton Killam en zijn vrouw Dorothy;
- 1952: Gianni Agnelli en zijn vrouw Marella;
- 1963: Dorothy Killam; (ze stierf er in 1965)
- 1987: Edmond Safra (hij stierf in 1999) en zijn vrouw Lily (zij stierf in 2022);

Michail Prochorov kocht de villa in 2008 maar trok zich daarna terug. In de daarop volgende rechtszaak verloor hij het voorschot van 39 miljoen euro dat hij aan Safra had betaald.

## Filmlocatie
De Villa Leopolda deed dienst als filmlocatie in volgende films:
- The Red Shoes, 1948
- To Catch a Thief, Alfred Hitchcock, 1955